# Air Inuit

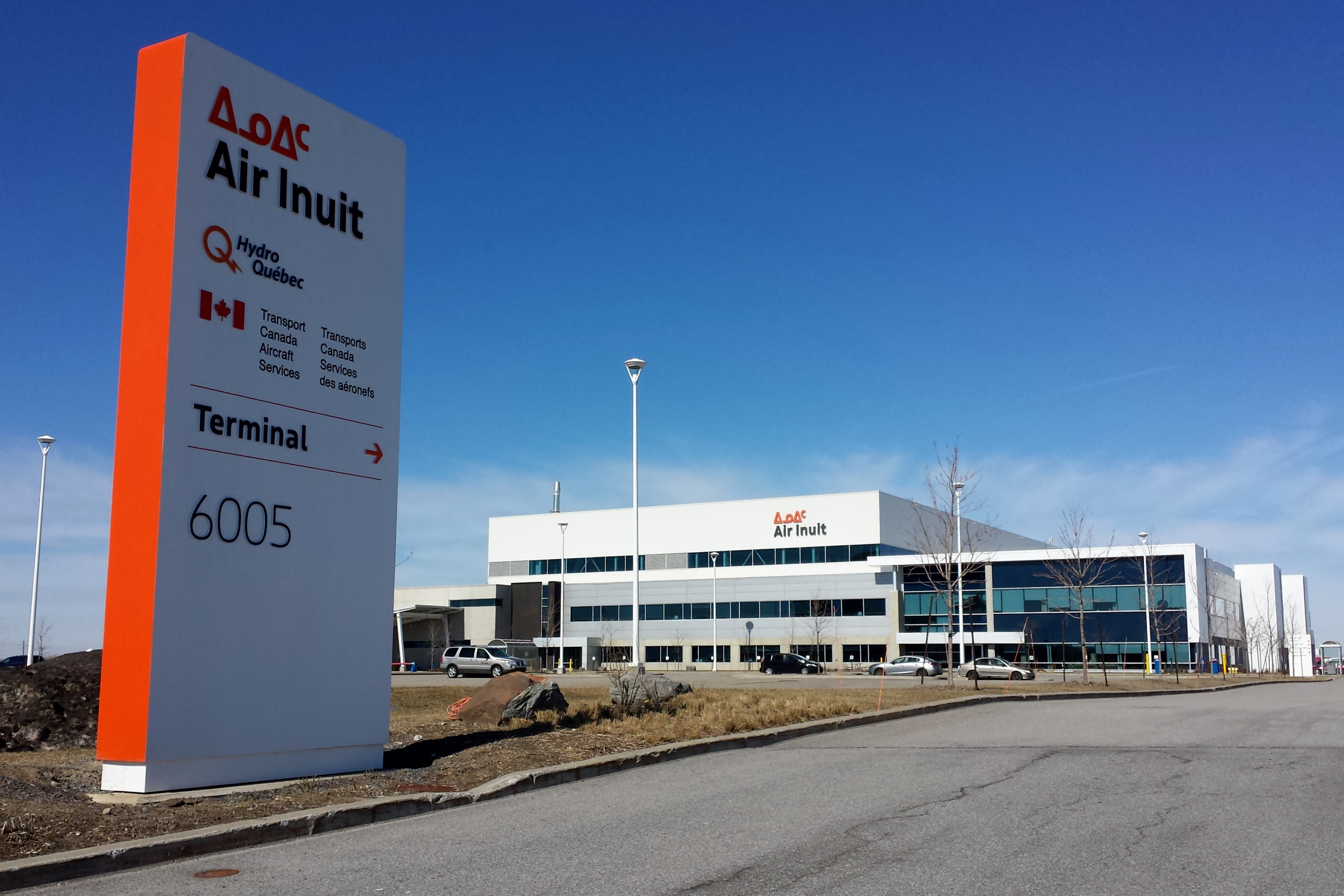
Air Inuit HQ

Air Inuit (Inuktitut: ᐃᓄᐃᑦ ᖃᖓᑦᑕᔪᖏᑦ) är ett kanadensiskt flygbolag som är verksamt i Nunavik och Nunavut. Dess hemmabas är Kuujjuaq Airport.

## Destinationer (2012)
Newfoundland och Labrador
- Wabush (Wabush Airport)

Nunavut
- Sanikiluaq (Sanikiluaq Airport)

Quebec
- Akulivik (Akulivik Airport)
- Aupaluk (Aupaluk Airport)
- Inukjuak (Inukjuak Airport)
- Ivujivik (Ivujivik Airport)
- Kangiqsualujjuaq (Kangiqsualujjuaq Georges River Airport)
- Kangiqsujuaq (Kangiqsujuaq (Wakeham Bay) Airport)
- Kangirsuk (Kangirsuk Airport)
- Kuujjuaq (Kuujjuaq Airport)
- Kuujjuarapik (Kuujjuarapik Airport)
- Radisson (La Grande Rivière Airport)
- Montreal (Montréal-Pierre Elliott Trudeau International Airport)
- Puvirnituq (Puvirnituq Airport)
- Quaqtaq (Quaqtaq Airport)
- Quebec City (Québec/Jean Lesage International Airport)
- Salluit (Salluit Airport)
- Schefferville (Schefferville Airport)
- Sept-Îles (Sept-Îles Airport)
- Tasiujaq (Tasiujaq Airport)
- Umiujaq (Umiujaq Airport)